# SC Monachia München
Der Sport-Club Monachia München war ein Sportverein in München. Er wurde 1890 gegründet, um Radsport und, vor allem im Winter, Radpolo und Kunstfahren zu betreiben. Später kamen andere Abteilungen hinzu.
Durch den Ausbruch des Ersten Weltkriegs kam das Vereinsleben zum Erliegen.

## Sportarten

### Fußball/Rugby
1908 traten die Fußballer des FC München-Laim dem Verein bei. Die Fußballabteilung spielte unter dem Namen Wacker in der damals höchsten Spielklasse, der A-Klasse Ostkreis (siehe Süddeutscher Fußball-Verband). 1913 trat die Fußballabteilung zur Turnerschaft 1886 München über. Nach Ende des Ersten Weltkrieges 1918 gründeten die Fußballer (einschließlich Rugby) den FC Wacker München.

### Eishockey
Im Winter wurde ab 1909/10 im Verein Eishockey gespielt. Größter Erfolg war die Teilnahme an der Deutschen Eishockey-Meisterschaft 1913. In den 1920/30ern wurde die Eishockeytradition bei Wacker München wieder aufgenommen.

### Hockey
1911 wurde auch das Hockeyspiel aufgenommen und am 20. Mai 1911 die Hockeyabteilung gegründet. Sie schlossen sich im Frühjahr 1919 dem FC Wacker an und wurden am 27. März 1931 als HC Wacker München eigenständig.

## Sportstätten
Der Platz des SC Monachia befand sich an der Plinganserstraße im Münchner Stadtteil Sendling. Auf dem Platz wurden im Sommer Fußball und Hockey gespielt, im Winter Eishockey. Heute befindet sich an dieser Stelle die Bezirkssportanlage Demleitnerstraße.
Im Winter wurde der Blumensaal in der Blumenstraße angemietet.